# Tigre de Bali
El tigre de Bali (Panthera tigris balica) és una subespècie extinta de tigre (Panthera tigris). Era la subespècie més petita i fou la primera a extingir-se, l'any 1937. L'extinció fou deguda al fet que Bali és una illa petita on el tigre tenia un hàbitat reduït i era vulnerable a la destrucció d'hàbitat. El creixement de la població i l'arribada del turisme reduí progressivament l'hàbitat del tigre de Bali fins que finalment s'extingí.
El tigre de Bali s'assemblava molt al tigre de Java (P. t. sondaica). Segons alguns autors, aquests dos grups formen una espècie pròpia, Panthera sondaica.